# Kerstin Emhoff
Kerstin Emhoff, född 18 mars 1967 i Minneapolis som Kerstin Mackin, är en amerikansk filmproducent och grundare och vd för produktionsföretaget Prettybird. Under hennes ledning har företagets filmer vunnit flera Grammys och Emmys. Hon var styrelseledamot i Association of Independent Commercial Producers (AICP) i över tio år och var AICPs president för västkusten i USA. Hon är från Minneapolis och är av svensk härkomst. Hon var gift med Douglas Emhoff i 16 år; han gifte sig senare med Kamala Harris.

## Utmärkelser
- News & Documentary Emmy Award for Outstanding Informational Programming – Long Form (2012)[10]